# Ciutat Badalona
Le Ciutat Badalona (en français : Ville de Badalone) est un navire de type ketch aurique, à coque bois, dans la marina de Badalone, en Catalogne.

## Histoire
Le navire est construit au Danemark sur un chantier naval de Fåborg. Il prend la mer en 1929 sous le nom de Marie et sert comme caboteur jusqu'en 1939. Puis il change plusieurs fois de propriétaires et prendra les noms de Johanne puis Johanne Regina. Il navigue dans les Antilles et fait plusieurs fois le tour du monde avec ses différents propriétaires.
En 2006, il est racheté par la ville de Badalone qui en a fait le symbole de la ville. Il est réaménagé en voilier de plaisance et peut servir de navire-école.
Il participe à la Mediterranean Tall Ships Regatta 2013 en classe B et à la Toulon Voiles de Légende en septembre 2013.
Son port d'attache est le port de Badalone.